# 10P/Tempel
10P/Tempel 2, komet Jupiterove obitelji.